# Kafka au Congo
Pour plus de détails, voir Fiche technique et Distribution.
Kafka au Congo des Belges, ou Kafka au Congo, est un film documentaire sorti en 2010. Il est réalisé par Arnaud Zajtman et Marlène Rabaud, correspondants en Afrique pour la BBC.

## Synopsis
Kafka au Congo des Belges est un voyage tragicomique dans les coulisses de la justice et de la politique congolaises. Gorette a vu ses terres expropriées de manière injuste. Depuis quinze ans, elle passe d’un bureau à l’autre pour tenter de faire valoir son cas. Mais à chaque fois qu’elle décroche un rendez-vous, un grain de sable vient enrayer son dossier, elle doit payer des pots-de-vin et finalement perd confiance. À l’autre bout de la chaîne judiciaire, se trouve le questeur Bahati, chargé des finances du parlement national congolais, ravi de s’enrichir grâce à une corruption généralisée.

## Fiche technique
- Titre : Kafka au Congo[2]
- Réalisation : Marlène Rabaud et Arnaud Zajtman
- Pays de tournage : République démocratique du Congo
- Pays de production : Belgique
- Production : Eklectik Productions (Samuel Tilman, Nicolas de Borman)
- Scénario : Marlène Rabaud Arnaud Zajtman
- Coproduction : RTBF
- Image : Marlène Rabaud
- Son : Arnaud Zajtman
- Montage : Sophie Vercruysse[3]
- Montage son et mixage : Jean-François Levillain
- Genre : documentaire
- Langue : français
- Durée : 60 minutes
- Format : vidéo
- Distribution : Eklectik Productions
- Soutiens : Centre du Cinéma et de l’Audiovisuel de la Communauté française de Belgique et des télédistributeurs wallons